# José Bonifácio de Andrada e Silva

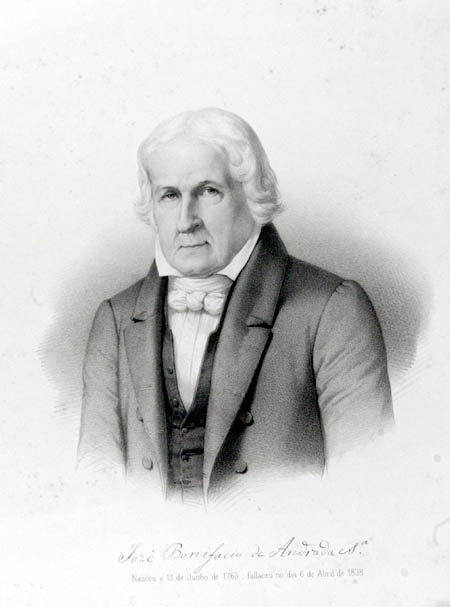
José Bonifácio de Andrada e Silva

José Bonifácio de Andrada e Silva (auch … Andrade …; * 13. Juni 1763 in Santos; † 6. April 1838 in Niterói) war ein brasilianischer Mineraloge und Staatsmann.

## Leben
Andrada e Silva entstammte von väterlicher Seite einer angesehenen Familie, aus der mehrere Gelehrte entstammten. Er wurde teilweise im elterlichen Haus erzogen, besuchte aber auch das von dem damaligen Bischof von São Paulo Manoel da Ressurreição gegründeten Kollegium. Um seine Studien in der Jurisprudenz den Naturwissenschaften zu vollenden, begab er sich auf die Universität im portugiesischen Coimbra. Ab 1790 unternahm er mit einem königlichen Stipendium eine zehnjährige Bildungs- und Forschungsreise durch Europa. Er bildete sich, unter anderem unter Abraham Gottlob Werner in Freiberg, zum Bergbeamten aus, machte Bekanntschaft mit Alexander von Humboldt, hörte in Pavia Vorlesungen von Alessandro Volta. Auf einer Schwedenreise entdeckte er mehrere Mineralien, die er im Jahr 1800 als erster beschrieb, darunter den Petalit, in dem der schwedische Chemiker Johan August Arfwedson 1817 das Element Lithium entdecken sollte, den von ihm Wernerit genannten Skapolith und den von ihm Coccolit genannten Diopsid. Er wurde in den besuchten Ländern mit Diplome wissenschaftlicher Korporationen ausgezeichnet und erhielt mehrmals ehrenvolle Stellungen angeboten. Aus dieser Zeit stammen zahlreiche seiner naturwissenschaftlichen Abhandlungen. Zurück an der Universität Coimbra erhielt er 1801 den für ihn geschaffenen Lehrstuhl der Geognosie und wurde vom Grafen Linhares zum Generalintendanten der portugiesischen Bergwerke sowie zum Mitglied des obersten Gerichtshofes in Porto ernannt und später zum Leiter der Kanalisierung des Rio Mondego bestimmt. In der Zeit der französischen Invasion diente er als Oberstleutnant im akademischen Bataillon, wo er sich durch persönliche Tapferkeit und Umsicht auszeichnete. Nach der Befreiung wurde er Polizeichef in Oporto und bemühte sich um die Versöhnung der gegnerischen Parteien. De Andrada e Silva kehrte 1819 nach Brasilien zurück, wo er sich für einige Zeit in seine Vaterstadt zurückzog und sich mit wissenschaftlichen, zumeist mineralogischen Untersuchungen beschäftigte. Die Ergebnisse veröffentlichte er in französischer und deutscher Sprache in Paris und Berlin.
In den unruhigen politischen Verhältnissen seines Vaterlandes stellte er sich 1821 an die Spitze der Provinzialjunta der Provinz São Paulo und setzte sich für die Unabhängigkeit Brasiliens von Portugal ein. Er überreichte am 1. Januar 1822 an der Spitze einer Deputation die von ihm verfasste Adresse, welche den Prinzen Pedro aufforderte, in Brasilien zu bleiben. Dieser ernannte ihn am 16. Januar zu seinem Innenminister an die Spitze der Verwaltung. Er behielt dieses Amt auch nach dem 7. September 1822, als die Unabhängigkeit des Reiches erklärt worden war. De Andrada e Silva geriet bei Beratung der neuen Grundverfassung in einen Konflikt mit der republikanischen Partei und reichte infolgedessen mit seinen Kollegen am 25. Oktober seinen Rücktritt ein. Doch am 30. Oktober wurde er nach Forderungen aus dem Volk wieder ins Ministerium berufen. 1823 erhielt er auch in den versammelten Ständen Sitz und Stimme und setzte es hier durch, dass die geheimen Gesellschaften verboten und strenge Maßregeln gegen die republikanischen Parteigänger ergriffen wurden.
Seine Gegner nötigten ihn am 17. Juli 1823 abermals zurückzutreten. Er protestierte gegen die gewaltsame Auflösung der Generalversammlung am 12. November und wurde deshalb mit seinen Brüdern und einigen Freunden gefangen, in die Gefängnisse der Festung Lages geworfen und dann ins Exil nach Frankreich überführt. In der Nähe von Bordeaux lebte er knapp sieben Jahre lang. Im Jahre 1829 wurde es ihm erlaubt in sein Vaterland zurückzukehren. Er lebte dort zunächst zurückgezogen auf der Insel Paquetá. Als der Kaiser Dom Pedro I. sich genötigt sah am 7. April 1831 zugunsten seines Sohns Dom Peter II. auf den Thron Brasiliens zu verzichten, die Krone niederzulegen und das Land zu verlassen, setzte er seinen früheren Berater Andrada e Silva als Vormund und Beschützer der zurückbleibenden unmündigen kaiserlichen Kinder ein. Im Jahr 1834 zog sich Andrada e Silva, den infolge eines Volkstumults und des Drucks durch seine früheren Gegner am 15. Dezember 1833 der Vormundschaft enthoben. Als er sich weigerte diesem Beschlüsse Folge zu leisten, wurde er verhaftet und vor Gericht gestellt. Er wurde freigesprochen und zog sich endgültig ins Privatleben zurück. Er blieb bis zum Beginn des Jahres 1838 und siedelte kurz vor seinem Tod nach Niterói über, wo er im April verstarb.
Er war Mitglied des Bundes der Freimaurer.

## Familie
De Andrada e Silva war der älteste Sohn von Bonifácio José Ribeiro de Andrada und dessen Frau Maria Barbara da Silva. Er war mit der Irin Narcisa Emilia O’Leary verheiratet, mit der er zwei Töchter hatte:
- Carlota Emilia de Andrada ⚭ Alexandre Antonio Vandelle
- Gabriella Frederica Ribeiro de Andrada ⚭  Martim Francisco Ribeiro de Andrada.
- Narcisa Cândidaa de Andrada (uneheliche Tochter)

De Andrada e Silva hatte zwei jüngere Brüder:
- Antonio Carlo de Andrada e Silva (Anton Karl) war Jurist und Philosoph. Er wurde ebenfalls Politiker und verwaltete ein Amt in der Stadt Olinda. Da er der Teilnahme an der Revolution von 1817 bezichtigt wurde, kam er für vier Jahre ins Gefängnis von Bahia.
- Martim Francisco de Andrada e Silva (Martin Franz) war Doktor der Mathematik. Er wurde Innenminister und starb am 23. Februar 1844 in Santos. Seine beiden Söhne wurden Dichter.
  - José Bonifácio de Andrada e Silva (der Jüngere): verfasste Rosas e goivos (São Paulo, 1849).
  - Martim Francisco de Andrada e Silva (der Jüngere): verfasste Lagrimas e sorrisos (Rio de Janeiro, 1847) und ein Drama: Januario Garcia (Rio de Janeiro, 1849).

## Ehrungen

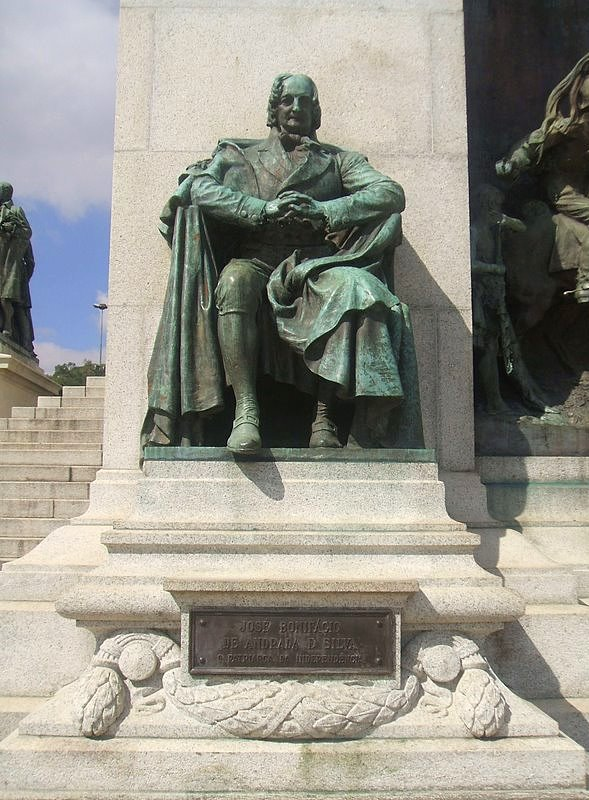
Statue am Unabhängigkeitsdenkmal in São Paulo

- Die Provinzialversammlung von São Paulo beschloss durch Gesetz vom 26. Januar 1839, dass seine Vaterstadt den Namen „Cidade de Bonifacio“ führen solle. Dieser Name setzte sich jedoch nicht beim Volk durch.[3]
- In Santos und auf der Insel Paquetá wurden später ihm zu Ehren Denkmale errichtet.[3]
- Nach ihm ist auch eine Pflanzengattung Andradea aus der Familie der Wunderblumengewächse (Nyctaginaceae) mit der einzigen Art Andradea floribunda benannt.[7]
- Im New Yorker Bryant Park befindet sich seit 1854 eine von José Otávio Correia Lima (1878–1974) angefertigte Bronzestatue von ihm.[8]